# Абербаргойд
Аберба́ргойд (англ. Aberbargoed, валл. Aberbargod) — небольшой город в Великобритании, в южном Уэльсе, в городе-графстве Кайрфилли. Известен самой большой горой отходов угледобывающего производства в Европе, ныне преобразованной в парк.

## История
На берегу реки Баргойд, ныне известной как Дери, там, где она впадает в реку Римни, которая течёт вниз по долине Римни, в средние века была основана небольшая деревня Понт Абербаргойд. В 1851 году здесь, согласно переписи населения, проживал 351 человек. Деревня разрослась и заняла также берег реки Римни, таким образом, заняв территории одновременно в исторических графствах Гламорганшир и Монмутшир. В этой небольшой деревне было пять гостиниц. Вокруг неё находились многочисленные фермерские хозяйства.
В 1858 году в Понт Абербаргойд появилась железнодорожная станция, которая получила название Баргойд. Вскоре после этого деревня была преобразована в два города — Баргойд в Гламорганшире и Абербаргойд а Монмутшире. В 1921 году Абербаргойд имел население 17 901 человек, которое к 1991 году стало 9184 человек.
Добыча угля здесь началась в 1897 году угледобывающей компанией Пауэлла Даффрина. В 1901 году на глубине 625 метров была прорыта шахта. В ноябре 1903 года сэр Альфред Томас, член парламента от Восточного Гламоргана, открыл здесь промышленную добычу угля. К 1910 году в шахте было занято 1943 шахтёра. Она была крупнейшей угольной шахтой в долине Римни. 10 декабря 1908 году здесь был установлен мировой рекорд по добыче угля при десятичасовой смене, которая составила 3562 тонн. Рекорд был улучшен здесь же 23 апреля 1909 года, составив 4020 тонн. Все местные шахты были закрыты 4 июня 1977 года. К этому времени на них были заняты только 360 человек.

## Известные уроженцы и жители
- Гарольд Иосия Финч[англ.] — политик.
- Джефф Илс[англ.] — композитор и пианист.
- Люк Эванс — актёр.